# ジャヒー
ジャヒー（Jahi）はゾロアスター教に伝わる女悪魔で、アンラ・マンユの愛人にして母親。
ジェーとも呼ばれる。
その名は「性悪女」を意味するとされるが、本来は蔑称ではなかったともいわれる。
アンラ・マンユを産み落とした際に初めて月経を体験し、世界にこれをもたらした。このことから月にも深い関係がある。
アンラ・マンユがアフラ・マズダーの呪縛から解き放たれた際、怒り狂ってアフラ・マズダーの楽園を破壊しようとするが、その楽園があまりにも素晴らしい物だったため（その中でも人間が特に優れた存在だったためという異説もある）、くじけてしまう。そこでアンラ・マンユの部下達が入れ替わって彼を慰めるが、どうしても意気があがらなかった。だが、ジャヒーが言葉をかけるとアンラ・マンユは見事に立ち直った。この一件により、ジャヒーは一気に地位を上げた。
月経は古代には魔術の源泉ともされたが、後代の父権的社会においては穢れとみなされた。また、ユダヤの神の名前のいくつかがジャヒーの男性形ではないかとする説もある。そのため、本来は太母的存在だったものが、社会の移り変わりと共に悪魔とされた可能性が高い。